# Pablo Amster
Pablo Amster (Buenos Aires, 2 de agosto de 1968) es un matemático argentino que actualmente se desempeña como profesor titular del Departamento de Matemática en la Facultad de Ciencias Exactas y Naturales de la Universidad de Buenos Aires, del que fue director entre 2014 y 2016, y como Investigador Principal del Consejo Nacional de Investigaciones Científicas y Técnicas  (CONICET).
En 1998 obtuvo el título de Doctor en Matemática por la Universidad de Buenos Aires, con la tesis Existencia y unicidad de soluciones para ecuaciones del tipo curvatura media prescripta bajo la dirección de María Cristina Mariani.

## Obra de Pablo Amster
- La Matemática como una de las Bellas Artes (2004)
- Fragmentos de un discurso matemático (2007)
- Mucho poquito nada. Un pequeño paso matemático (2007)
- ¡Matemática, maestro! Un concierto para números y orquesta. (2010)
- Teoría de juegos. Una introducción matemática a la toma de decisiones. (2014)
- Del cero al infinito (2019)